# 21751 Jennytaylor
21751 Jennytaylor este un asteroid din centura principală de asteroizi.

## Descriere
21751 Jennytaylor este un asteroid din centura principală de asteroizi. A fost descoperit pe 9 septembrie 1999 la Socorro, New Mexico, în cadrul proiectului LINEAR. Asteroidul prezintă o orbită caracterizată de o semiaxă mare de 2,38 ua, o excentricitate de 0,14 și o înclinație de 1,5° în raport cu ecliptica.